# Selamlık

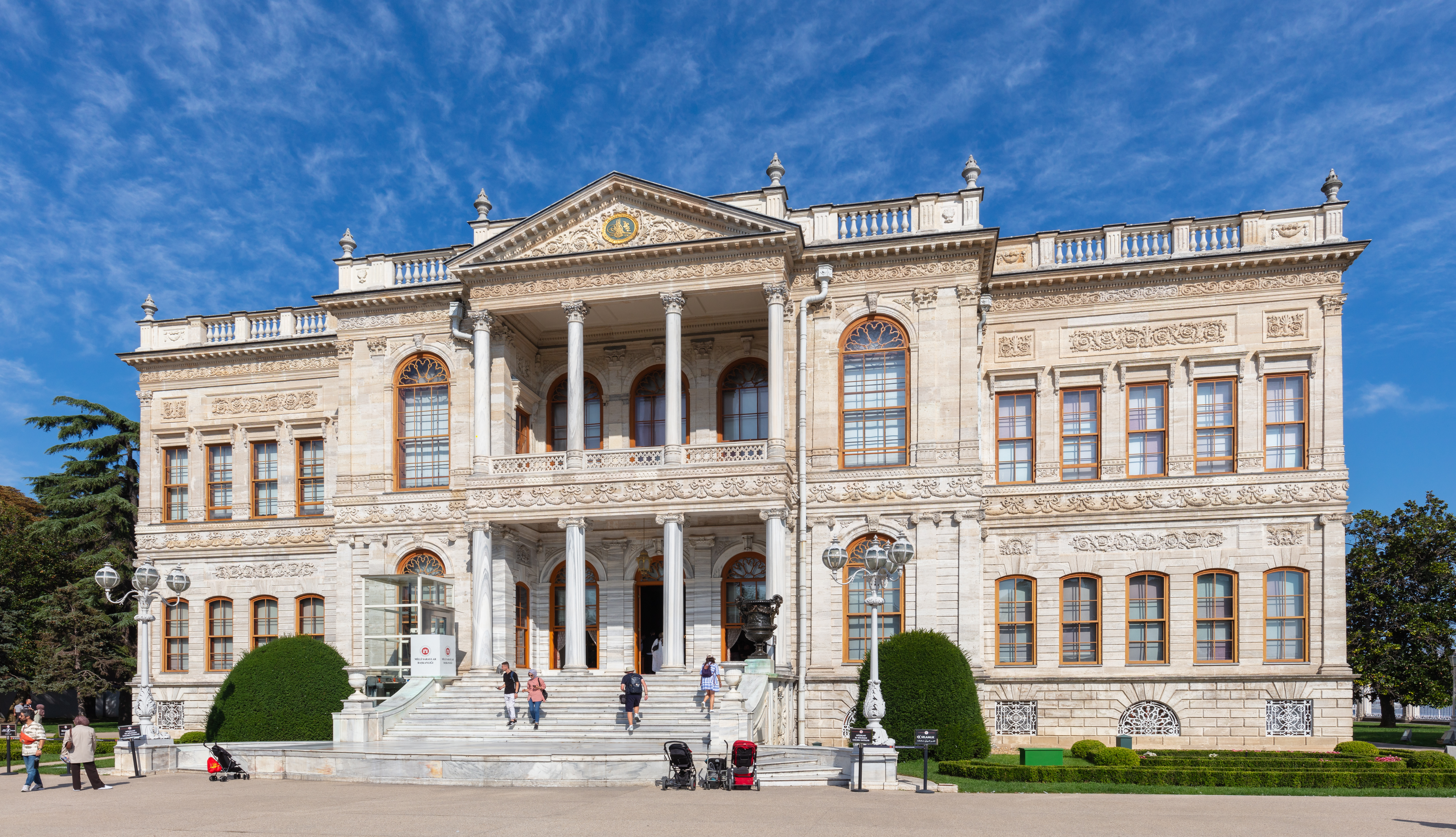
Außenansicht des Selamlık vom Dolmabahçe-Palast

Der Selamlık (osmanisch سلاملق) war der von den Männern bewohnte Teil des türkischen Hauses, der auch Fremden zugänglich war.
Darüber hinaus bezeichnete man damit den öffentlichen Empfang der Würdenträger seitens des Sultans als Selamlık, welcher an Festtagen im Garten des alten Serails stattzufinden pflegte. Der offizielle (öffentliche) Teil eines Palastes im Osmanischen Reich hieß ebenfalls so.